# Bureau de poste général de Sydney
Le Bureau de poste général de Sydney (en anglais : General Post Office of Sydney, communément appelé Sydney GPO) est un bâtiment historique classé à Martin Place dans la ville de Sydney. Le bâtiment d'origine a été construit en deux étapes à partir de 1866 et a été conçu sous la direction de l'architecte colonial James Barnet. Composée principalement de grès de Sydney, extrait à Pyrmont, la façade nord principale a été décrite comme « le plus bel exemple du style Renaissance italienne victorienne en Nouvelle-Galles du Sud ». Celle-ci s'étend sur 114 mètres le long de Martin Place, ce qui en fait l'un des plus grands bâtiments en grès de Sydney.